# Lambertz Open by STAWAG 2008
Il Lambertz Open by STAWAG 2008 è stato un torneo di tennis facente parte della categoria ATP Challenger Series nell'ambito dell'ATP Challenger Series 2008. Il torneo si è giocato a Aquisgrana in Germania dal 27 ottobre al 2 novembre 2008 su campi in sintetico indoor e aveva un montepremi di €42 500+H.

## Vincitori

### Singolare
Evgenij Korolëv ha battuto in finale  Ruben Bemelmans con il punteggio di 7–6(5), 7–6(3)

### Doppio
Michael Kohlmann /  Alexander Waske hanno battuto in finale  Travis Parrott /  Filip Polášek con il punteggio di 6–4, 6–4